# Cunedda
Cunedda ap Edern (386 aprox.– 460 aprox.; probablement regnà del 440 al 450) (En llatí: Cunetacius, en anglès: Kenneth), també conegut com a Cunedda Wledig ("l'Emperador"), fou un important líder gal·lès de l'edat fosca i el fundador de la casa reial de Gwynedd.

## Orígens
El nom de Cunedda es deriva del britònic counodagos i significa «bon senyor». La seva genealogia es remunta fins a Padarn Beisrudd, nom que, traduït literalment, significa «Patern, el de la toga escarlata». Una interpretació tradicional identifica Padarn com un oficial romà de rang considerablement elevat que fou posat al comandament de les tropes votadini a la regió de Clackmannanshire, a Escòcia, l'any 380 o potser abans, per l'emperador Magne Màxim. Una altra versió diu que probablement fou un cap tribal fronterer a qui se li concedí un grau militar romà, pràctica ben comuna arreu de les fronteres imperials en aquella època. Amb tota probabilitat, el comandament a Escòcia de Padarn fou assumit pel seu fill, Edern (en llatí: Aeturnus), després de la seva mort i, després de la mort d'Edern, el comandament passà a mans de Cunedda, fill d'Edern. Segons la Historia Britonum, Cunedda procedia de Gododdin.

## Fundació de Gwynedd
Cunnedda i els seus avantpassats lideraren els votadins contra les incursions pictes i irlandeses al sud del mur d'Adrià. Anys després d'aquestes lluites, les tropes dels votadins sota el comandament de Cunedda s'instal·laren al nord de Gal·les per tal de defensar aquesta regió de les incursions irlandeses. Cunedda s'establí al territori dels ordòvics, el qual després esdevindria el centre del regne de Gwynedd. Hi ha dues explicacions possibles per explicar aquesta manera d'actuar per part de Cunedda: o bé actuava sota les ordres de Magne (o dels successors de Magne) o bé actuava sota les ordres de Vortigern, el gran rei dels britons en la immediata era postromana. L'escala de dates suggerida per P.C. Bartrum va de l'any 370, data que afavoreix la hipòtesi de Magne, al 440, data que afavoreix la hipòtesi de Vortigern.
La hipòtesi que afirma que Cunnedda actuava sota les ordres de Roma ha sigut qüestionada moltes vegades pels historiadors. David Dumville descarta la idea de trasplantar federats d'Escòcia a Gal·les d'aquesta manera, especialment si es té en compte que el domini romà era incapaç de demostrar aquest grau de control per part del poder central sobre Britànnia al segle v. Ja que Magne Màxim morí l'any 388 i Constantí III marxà de Britànnia amb les últimes legions romanes de les illes britàniques l'any 407, és poc probable que Roma tingués influència directa sobre les accions militars dels votadins de gairebé una generació després, ja que no havien tingut contacte amb l'urbs ni a través de Magne ni a través de qualsevol altre emissari durant un període significatiu.
Magne Màxim (o els seus successors) pogueren tenir el control de les fronteres britàniques per mitjà dels caps locals en un principi; però amb l'evacuació del fortí de Chester (del qual Mike Ashley afirma que, anys després, fou el centre d'operacions inicial de Cunedda) l'any 370, segurament no li quedaren gaires altres opcions que abandonar el territori. Ja que les troballes arqueològiques demostren l'assentament d'irlandesos a la península de Llŷn i que a final del segle iv hi van haver incursions que arribaren fins a l'alçada de Wroxeter, es fa difícil d'imaginar que les forces tant romanes com britanes haguessin presentat una defensa efectiva a Gal·les.
Historiadors com Sheppard Frere afirmen que segurament va ser Vortigern qui, adoptant elements de l'estat romà, desplaçà els votadins cap al sud de la mateixa manera que convidà els colons saxons a protegir altres punts de l'illa. Segons aquesta versió, Vortigern hauria ordenat a Cunedda i als seus subordinats votadins desplaçar-se cap a Gal·les com a resposta a les incursions irlandeses anteriorment esmentades a tot tardar el 442, any en què els antics aliats saxons de Vortigern es rebel·laren contra el seu govern.
El suposat besnet de Cunedda, Maelgwn Gwynned, fou contemporani de Gildas de Rhuysi, segons els Annales Cambriae, morí l'any 547. La fiabilitat de les primeres genealogies gal·leses no ha ha estat demostrada de tota manera, i moltes de les reclamacions sobre el nombre i la identitat dels hereus de Cunedda no veieren la llum fins a final segle x. No obstant això, si prenem aquesta informació com a vàlida, comptant enrere a partir d'aquesta data trobem que tot sembla afirmar la interpretació de mitjan segle v.
Se saben ben poques coses sobre la personalitat de Cunedda. Segurament és recordat per la seva força, el seu coratge i el seu talent comandant les assetjades forces romanobritanes, s'assegurà un matrimoni políticament profitós amb Gwawl, filla de Coel Hen, el governador romano-britànic d'Eboràcum (actual York) i es diu que tingué nou fills. Es creu que Ceredigion i Merioneth (en gal·lès: Meirionnydd) foren anomenades a partir dels noms dels seus fills Ceredig i Meirion.

## Allt Cunedda
Un turó anomenat Allt Cunedda, proper a Cydweli, comtat de Carmarthenshire està probablement associat amb aquest Cunedda i fan pensar que les seves campanyes contra els irlandesos es van estendre fin ben al sud de Gwynedd. Al segle xix s'hi van fer unes excavacions, per aficionats a l'arqueologia, que van descobrir un fortí de l'edat del ferro i diverses cistes que contenien els esquelets ben conservats d'uns homes de grans proporcions físiques. Un d'aquests estava en posició asseguda i un altre, que sembla per la ferida al cap que va morir assassinat, estava sota una gran llosa. Els ossos els van repartir entre diversos museus i finalment es van perdre. Segons la llegenda local, en un dels túmuls, anomenat Banc Benisel, estava la tomba de Sawyl Penuchel, un rei llegendari dels britans, suposadament de finals de l'edat del ferro. La paraula Penuchel és la forma apocopada de Ben Uchel i vol dir «cap elevat», potser fent al·lusió que era un home molt alt. Segons l'hagiografia de sant Cadoc, hi va haver un rei dit Sawyl Penuchel que tenia la seva cort a Allt Cunedda. El cronista Geoffrey de Monmouth, en la Historia Regum Britanniae (1136), esmenta un Samuil Penessil, reia dels britans anterior al domini romà, el qual va ser precedit per Redechius i succeït per Pir. Si es tracta del mateix rei de l'hagiografia de Cadoc o si només es una reinterpretació d'una llegenda, o si es tracta d'un altre home amb el mateix nom, o si senzillament és una errada per part de l'autor de l'hagiografia, és cosa que no queda clara.
L'expedició dirigida per J. Fenton el 1851, realitzada per arqueòlegs no professionals, va destruir sense voler proves, sense les quals no es pot donar resposta a preguntes importants. Es desconeix si tots els ocupants d'aquelles tombes eren contemporanis o si es van anar enterrant en diferents èpoques, cosa que indicaria la importància cultural del lloc. El fet que en el nom del turó hi surti la paraula Cunedda resulta temptador per especular si el gran rei Cunedda hi va estar enterrat.